# Abu Kurajnat
Abu Kurajnat (arab. ‏ابو قرينات‎; hebr. ‏אבו קרינאת‎) – wieś w Izraelu, w Dystrykcie Południowym, w samorządzie regionu Abu Basma.
Leży w północno-zachodniej części pustyni Negew.